# 德國二戰時期驅逐艦
Z级驱逐舰是第二次世界大战纳粹德国海军的驱逐舰總稱，分辨方式以年份作為區別，1939年戰爭爆发时有三種類型共21艘服役，在開戰後直到战争結束又有三種構型共19艘完工。俗称Z级的Z来自德语的驱逐舰。

## 1934年型
此級驱逐舰為德國海軍在第一次世界大戰後第一款新設計的大型驅逐艦，这一型驱逐舰共4艘，1934年時以領導驅逐艦的名義建造。
此級艦的建造時間點為納粹德國廢棄《凡爾賽條約》前，由於沒有打算受條約限制，重建的納粹海軍在驅逐艦噸位上並未受限，大型化驅逐艦許多設計與裝備都帶有實驗風格，但整體設計並不成功。
1934年型驅逐艦測試的裝備最重要的就是高壓蒸氣鍋爐及渦輪機，雖然以6座鍋爐的數量便讓3千噸級的驅逐艦達成38節的高速，但因高壓蒸汽渦輪機的震動問題使得艦體穩定性不佳，加上燃燒效率問題使得續航力只有英國同等驅逐艦的一半；甲板設計不良重心過高使得耐海性受限，航行時海象不佳前甲板主砲即無法使用，同時因為體積大，成本與建造周期也比一般驅逐艦要高，因此只建造4艘後就放棄後續計畫，經過改良成為1934年A型驅逐艦。
本級艦在戰爭爆發後加裝佈雷設備，在1939年10月至1940年2月間在英國東海岸撒布1000枚以上的水雷，只有一艘在战后幸存。
- Z-1 莱贝雷希特·马斯（Leberecht Maass）

動工：1934年10月15日
下水：1935年8月18日
服役：1937年1月14日
结局：于1940年2月22日在維京人作戰時遭友军誤擊炸沉
- Z-2 格奥尔格·蒂勒（Georg Thiele）

動工：1934年10月25日
下水：1935年8月18日
服役：1937年2月27日
结局：于1940年4月13日遭盟軍擊沉
- Z-3 马克斯·舒尔茨（Max Schultz）

動工：1935年1月2日
下水：1935年11月30日
服役：1937年4月8日
结局：在維京人作戰時遭到友軍誤擊與觸雷因此在1940年2月22日沉没
- Z-4 理夏德·拜岑（Richard Beitzen）

動工：1935年1月7日
下水：1935年11月30日
服役：1937年5月13日
结局：1947年拆解

## 1934年A型
又稱Z-5級，1935年7月至11月動工的驅逐艦，總計12艘。吸取了1934年型的設計教訓修改了艦用主機設計並改善耐波性，簡化設計加速建造的改良型，因此部分船艦甚至與1934年型同期服役，不過使用的仍是只能對海射擊的舊式艦炮，在總和性能上仍無法和英國驅逐艦相比。在開戰後主要拿來當佈雷艦使用，1945年德國投降後尚有5艘存活，並移交給英國、法國、蘇聯海軍，最後一艘退役的時間為1958年。
| Z-5 保罗·雅各比（Paul Jakobi）                | 動工：不萊梅威悉造船廠於1935年7月15日 下水：1936年3月24日 服役：1937年6月29日 結局：戰後移交給法國海軍更名為德塞號（Desaix，拿破崙戰爭時期法國名將），1957年退役，1958年拆解 艦名取自保罗·雅各比（Paul Jakobi）            |
| Z-6 特奥多尔·里德尔（Theodor Riedel）         | 動工：不萊梅威悉造船廠於1935年7月15日 下水：1936年4月2日 服役：1937年7月2日 結局：戰後移交給法國海軍更名為''Kleber，1958年拆解 艦名取自特奥多尔·里德尔（Theodor Riedel）                                                   |
| Z-7 赫尔曼·舍曼（Hermann Schoemann）          | 動工：不萊梅威悉造船廠於1935年9月7日 下水：1936年7月16日 服役：1937年9月9日 結局：1942年5月2日被爱丁堡号轻巡洋舰擊沉 艦名取自赫尔曼·舍曼（Hermann Schoemann）                                                              |
| Z-8 布鲁诺·海涅曼（Bruno Heinemann）          | 動工：不萊梅威悉造船廠於1936年1月14日 下水：1936年9月15日 服役：1938年1月8日 結局：1942年1月25日在加來近海觸雷沉沒 艦名取自布鲁诺·海涅曼（Bruno Heinemann）                                                                |
| Z-9 沃尔夫冈·岑克尔（Wolfgang Zenker）        | 動工：1935年3月23日於基爾弗里德里希·克虏伯日耳曼尼亚船厂 下水：1936年3月27日 服役：1938年7月2日 結局：1940年4月13日參加第二次那維克海戰沉沒 艦名取自沃尔夫冈·岑克尔（Wolfgang Zenker）                                     |
| Z-10 汉斯·洛迪（Hans Lody）                   | 動工：1935年4月1日於基爾弗里德里希·克虏伯日耳曼尼亚船厂 下水：1936年5月14日 服役：1938年9月13日 結局：英國皇家海軍接收後更名為R38號，在1946至1949年間進行各項測試後解體 艦名取自卡尔·汉斯·洛迪（Carl Hans Lody）           |
| Z-11 贝恩德·冯·阿尼姆（Bernd von Arnim）      | 動工：1935年4月26日於基爾弗里德里希·克虏伯日耳曼尼亚船厂 下水：1936年7月8日 服役：1938年12月6日 結局：1940年4月13日參加第二次那維克海戰沉沒 艦名取自贝恩德·冯·阿尼姆（Bernd von Arnim）                                    |
| Z-12 埃里希·吉泽（Erich Giese）               | 動工：1935年5月3日於基爾弗里德里希·克虏伯日耳曼尼亚船厂 下水：1937年3月12日 服役：1939年3月4日 結局：1940年4月13日參加第二次那維克海戰沉沒 艦名取自埃里希·吉泽（Erich Giese）                                              |
| Z-13 埃里希·克尔纳（Erich Koellner）          | 動工：1935年10月12日於基爾弗里德里希·克虏伯日耳曼尼亚船厂 下水：1937年3月18日 服役：1939年3月28日 結局：1940年4月13日參加第二次那維克海戰沉沒 艦名取自埃里希·克尔纳（Erich Koellner）                                      |
| Z-14 弗里德里希·伊恩（Friedirch Ihn）         | 動工：1935年3月30日於漢堡布洛姆·福斯造船廠 下水：1935年11月5日 服役：1938年4月6日 結局：戰後先由英國接收，1946年移交給蘇聯海軍更名為Pospeshniy，1952年解體 艦名取自弗里德里希·伊恩（Friedirch Ihn）                        |
| Z-15 埃里希·施泰因布林克（Erich Steinbrinck） | 動工：1935年3月30日於漢堡布洛姆·福斯造船廠 下水：1936年9月24日 服役：1938年5月31日 結局：戰後先由英國接收，1946年移交給蘇聯海軍更名為Pylkiy，1949年改為倉庫船，1958年解體 艦名取自埃里希·施泰因布林克（Erich Steinbrinck） |
| Z-16 弗里德里希·埃科尔特（Friedrich Eckoldt） | 動工：1935年11月14日於漢堡布洛姆·福斯造船廠 下水：1937年3月21日 服役：1938年7月28日 結局：1942年12月31日被谢菲尔德号轻巡洋舰擊沉 艦名取自弗里德里希·埃科尔特（Friedrich Eckoldt）                                          |

## 1936年型
该级又称为Z-17级驱逐舰，外形上参照1934年型驱逐舰，其船体加大，使标准排水量达到2400吨以上，此外为了改善抗浪性，该级舰艏采用弧型前倾的飞剪型；武器和动力系统与1934年型相同，因此该级只建造6艘，全部于1939年12月服役。 　　　
1940年该级首次参战，其任务是攻占挪威纳尔维克港口，切斷以英国为主的联军的退路；由于采用突然袭击的战术，在毫无抵抗下，搭载数千名德国陆军士兵迅速纳尔维克港口。英国皇家海军决定在4月10日和13日对纳尔维克港口的德国驱逐舰发动反击，相继被英军击沉。该级只剩下編號Z-20的卡爾 · 加斯特號，由于当时担负两艘沙恩霍斯特的护航任务，所以未受到攻击，使该舰得以保存到战后。 　　
| 舰名               | 舷号 | 中文译名         | 动工时间   | 服役时间  | 结局                            |
| ------------------ | ---- | ---------------- | ---------- | --------- | ------------------------------- |
| Diether von Roeder | Z-17 | 迪特尔·冯·勒德尔 | 1936.9.9   | 1938.8.29 | 在纳尔维克海战中被击沉          |
| Hans Lüddemann     | Z-18 | 汉斯·吕德曼      | 1936.9.9   | 1938.10.8 | 在纳尔维克海战中被击沉          |
| Hermann Künne      | Z-19 | 赫尔曼·金内      | 1936.10.5  | 1939.1.12 | 在纳尔维克海战中被击沉          |
| Karl Galster       | Z-20 | 卡尔·加尔斯特    | 1936.9.14  | 1939.3.21 | 战后交苏联服役改名为“Protschny” |
| Wilhelm Heidkamp   | Z-21 | 威廉·海德坎普    | 1937.12.15 | 1939.7.10 | 在纳尔维克海战中被击沉          |
| Anton Schmitt      | Z-22 | 安东·施米特      | 1938.1.3   | 1939.9.24 | 在纳尔维克海战中被击沉          |

## 1936年A型
Z-23

## 1936年A（Mob）型
Zerstörer Typ 1936 A ( Mob )
Mob是mobilisation的缩写，意为战时动员建造计划，顾名思义，1936年A（Mob）型都是在战争爆发后的1940年-1943年间建造的，原来只有4艘（Z-31至Z-34），在“1938年B型”（Zerstörer Typ " 1938 B "）驱逐舰计划被取消后，该计划中原定的6艘（Z-37至Z-42）名额被分配给1936年A（Mob）型，不过最终Z-40至Z-42这三艘没能建成。该型驱逐舰的识别特征是前烟囱帽为圆弧形。
尺寸 长127米X宽12米X吃水3.92米
排水量 2603 - 2657 吨（标准）/3542 - 3691 吨（满载）
动力 6台瓦格纳（Wagner）锅炉，2台涡轮机，70000马力最高36节
武器 5 门150毫米炮 ( 1 x 2 ), ( 3 x 1 ) ，37毫米速射炮4门，20毫米机炮10门，四联533毫米鱼雷发射管2座
编制 321
.
Z-31
不莱梅德希马克船厂建造（Deschimag, Bremen），1940年9月1日开工，1941年3月15日下水，1942年4月11日建成服役。与该型中的其他舰不同，Z-31建成时A炮位安装的是单管150毫米炮，直到1943-1944年间才换装双联炮塔。1945年战争结束后被英国海军接收，1946年2月移交给法国，改名Marceau。1948-1950年经过现代化改装，1953年加入预备役，1958年退役，1960年拆解。
Z-32
不莱梅德希马克船厂建造（Deschimag, Bremen），1940年11月1日开工，1941年8月15日下水，1942年9月15日建成服役。1944年6月9日凌晨在法国阿申特岛附近水域与加拿大驱逐舰海达人号和休伦人号遭遇，交战中严重受损，搁浅在巴兹岛上报废。
Z-33
不莱梅德希马克船厂建造（Deschimag, Bremen），1940年12月22日开工，1941年9月15日下水，1943年2月6日建成服役。1945年德国战败后被英国接收，同年转交苏联，重新命名为Provornyj，在波罗地海服役。1960年拆解。
Z-34
不莱梅德希马克船厂建造（Deschimag, Bremen），1941年1月15日开工，1942年3月5日下水，1943年7月5日建成服役。1945年德国战败后被交给美国，1946年3月26日沉没。
Z-37
基尔日尔曼船厂建造（Deutsche Werke Kiel），1940年开工，1941年2月24日下水，1942年7月16日建成服役。1944年8月24日被船员凿沉在法国波尔多，残骸1949年被打捞拆解。
Z-38
基尔日尔曼船厂建造（Deutsche Werke Kiel），1940年开工，1941年8月5日下水，1943年3月20日建成服役。1945年德国战败后赔偿给英国，重新命名为Nonsuch，编号R40，1949年退役。
Z-39
基尔日尔曼船厂建造（Deutsche Werke Kiel），1940年开工，1941年12月2日下水，1943年8月21日建成服役。1945年7月11日赔偿给英国，后转交美国海军重新编号为 DD939，用做试验舰；1947年底转卖法国，1949年-1951年间废弃在土伦为法国海军装备的德国驱逐舰提供备件，1964年拆解。

## 1936年B型
1936年B（Mob）型
Zerstörer Typ 1936 B ( Mob )
鉴于纳尔维克型驱逐舰（1936年A型）装备的150毫米炮表现欠佳，德国人决定在新建的驱逐舰上恢复使用口径较小但射速较快的火炮，这就是1936年 B（Mob）型驱逐舰。1936年B（Mob）型建造于1941-1943年之间，原计划建造7艘，但后来Z-46和Z-47的建造名额被划分给新的1936 年C型，因此实际建造数量是5艘，其中Z-44和Z-45没能赶在战争结束前加入服役。
尺寸 长127米X宽12米X吃水3.83米
排水量 2559 吨（标准）/3599 吨（满载）
动力 6台瓦格纳（Wagner）锅炉，2台涡轮机，70000马力最高36节
武器 5 门127毫米炮 ( 5 x 1 ) ，37毫米速射炮4门，20毫米机炮15门，四联533毫米鱼雷发射管2座
编制 313
.
Z-35
1941年7月6日开工，1942年10月6日下水，1943年11月22日建成服役。 船体由基尔日尔曼船厂建造（Deutsche Werke Kiel），最后的装配工作则在不莱梅德希马克船厂完成。1944年12月12日在芬兰塔林港东北海域执行布雷任务时误入德国水雷区触雷沉没。
Z-36
1941年9月15日开工，1943年5月15日下水，1944年1月19日建成服役。 船体由基尔日尔曼船厂建造（Deutsche Werke Kiel），最后的装配工作则在不莱梅德希马克船厂完成。1944年12月12日在芬兰塔林港东北海域执行布雷任务时与Z35一起误入德国水雷区双双触雷沉没。
Z-43
不莱梅德希马克船厂建造（Deschimag, Bremen），1942年5月1日开工，1943年9月下水，1944年3月24日建成服役。1945年4月10在Kolberg附近触雷严重受伤， 1945年5月3日自沉在geltinger湾的浅水区，残骸1953年被打捞拆解。
Z-44
不莱梅德希马克船厂建造（Deschimag, Bremen），1942年8月1日开工，1943年12月20日下水，1944年7月27日，正在船坞中建造的Z44被英国皇家空军飞机炸毁，1948年残骸被拆解。
Z-45
不莱梅德希马克船厂建造（Deschimag, Bremen），1943年9月1日开工，1944年4月15日下水，随后遭到盟军轰炸报废，船壳1946年被拆解。

## 1936年C型
1936年C型虽然是在1936A、B型的基础上改进的，但和它的前辈们差别甚大；透过战争所累积的经验表明驱逐舰的防空火力十分重要，而且小口径防空武器在对付有装甲保护的大型飞机时非常吃力。另一方面1936年A型安装的150毫米火炮过于沉重，不适合在驱逐舰上使用，因此1936年C型准备使用新的C41M型50倍口径128毫米高平两用炮作为主要武器，可以兼顾对海和对空。火炮安装在双联炮塔形中，每艘舰上3座，但双联炮塔的重量较大，为了避免1936A型首部过重在风浪中埋首的问题，炮塔布置采用前1后2。
1936年C型驱逐舰原计划建造5艘，编号从Z-46至Z-50，其中Z-46和Z-47于 1941年10月在不莱梅希德马克船厂开工，但是建造工作在1942年陷于停顿，1943年再次开工，因为材料短缺和盟国空军的干扰，进展缓慢，1944年11月终于被放弃。Z-48至Z-50的建造命令在1942年6月下达，但实际的工程从来没有开始过。
满载排水量：3683ts
长度：126.3m
宽度：12.2m
最大吃水：4.45m
航速：37.5节
续航力：2500海里/19节
武器装备：
6 x 128毫米高平两用炮
4-6 x 37毫米高炮
8-14 x 20毫米高炮
8 x 533鱼雷发射管
60枚深水炸弹

## 1938年A型/AC型
1938年A型/AC型（Z-40至Z-42）
原计划为3艘（Z-40至Z-42），装备3座150毫米双联装炮塔的超大型驱逐舰，后来因计划变更，发展为用于通商破交战的远程侦察巡洋舰（SP1-SP3）。该舰装备柴-蒸联合动力装置，总功率达到92000马力。在德国海军的设想中，它们主要伴随主力战列舰出入大西洋截断盟军海上运输线。1942年该型开工1艘，但由于战局的变化，次年终止了建造工程。 
标准排水量：4542吨
长度：152米
宽度：14.6米
吃水：5.62米
航速：36节
功率：92000马力
续航力：12000海里/19节
武器装备：6×150毫米主炮，10×533毫米鱼雷发射管